# アブドッラー・オタイフ
アブドッラー・オタイフ（Abdullah Otayf, 1992年8月3日 - ）は、サウジアラビア・リヤド出身のサッカー選手。サウジ・プロフェッショナルリーグ・アル・アハリ所属。元サウジアラビア代表。ポジションはミッドフィールダー。

## 来歴

### クラブ
2013年、アル・ヒラルへ移籍した。
2023年3月8日、アル・アハリと事前契約契約を締結した。2022-23シーズン終了後、正式にクラブに加入した。

### 代表
2018 FIFAワールドカップのメンバーに選出された。同大会ではグループステージ全3試合に先発出場し、1アシストを記録した。
ガルフカップ2019では大会最優秀選手に選ばれている。
2022年11月、2022 FIFAワールドカップのメンバーに選出された。

## 人物
彼の兄弟もまたサッカー選手である。一番上の兄のアハメド・オタイフ、その次の兄であるアブドゥ・オタイフもサウジアラビア代表である。その下の兄のアリー・オタイフもサッカー選手で、1つ上の兄のサクル・オタイフもサッカー選手である。

## 代表歴

### 出場大会
- サウジアラビア代表
  - 2018 FIFAワールドカップ
  - 2022 FIFAワールドカップ

### 試合数
- 国際Aマッチ 46試合 1得点（2012年-2022年）[5]

| サウジアラビア代表 | 国際Aマッチ | 国際Aマッチ |
| 年                 | 出場        | 得点        |
| ------------------ | ----------- | ----------- |
| 2012               | 4           | 1           |
| 2013               | 2           | 0           |
| 2014               | 0           | 0           |
| 2015               | 0           | 0           |
| 2016               | 0           | 0           |
| 2017               | 6           | 0           |
| 2018               | 15          | 0           |
| 2019               | 11          | 0           |
| 2020               | 0           | 0           |
| 2021               | 5           | 0           |
| 2022               | 3           | 0           |
| 通算               | 46          | 1           |